# Костюшино (Кашинский район)
Костюшино — деревня в Кашинском городском округе Тверской области.

## География
Находится в юго-восточной части Тверской области на расстоянии приблизительно 18 км на восток по прямой от города Кашин.

## История
Деревня была показана ещё на карте 1825 года. В 1859 году здесь (деревня Кашинского уезда) было учтено 11 дворов. До 2018 года входила в состав ныне упразднённого Карабузинского сельского поселения. По состоянию на 2020 год опустела.

## Население
Численность населения: 79 человек (1859 год), 1 (русские 100 %) в 2002 году, 0 в 2010.